# Tjeldsundsbron
Tjeldsundsbron (norska: Tjeldsundbrua) är en hängbro i Troms fylke i Norge, där Europaväg 10 korsar Tjeldsundet mellan Harstads kommun och Tjeldsunds kommun. Den är 1007 meter lång och öppnades för trafik 1967.